# 头道沟区
头道沟区，中国旧区名。
1949年由长春市设置。在今吉林省长春市区北部。1950年改为第二区，1955年复名头道沟区。1957年撤销，并入宽城区。